# Цителихатские озёра
Цителиха́тские озёра (осет. Цæхджын цæдтæ, груз. წითელი ხატის ტბები) — два высокогорных кратерных озера на потухшем вулкане Цителихати (Харульский хребет) в Ленингорском районе Южной Осетии.
Оба бессточные, питание снеговое. Вода синяя, очень чистая и пресная. Ихтиофауна отсутствует.
Цителихатское Большое озеро: абсолютная высота — 2779 м, максимальная глубина — 53 м, средняя глубина 19,8 м, площадь — 0,23 км², объём — 4 557 000 м³, площадь водосбора — 2,42 км².
Цителихатское Малое озеро: абсолютная высота — 2785 м, максимальная глубина — 18 м, средняя глубина — 8 м, площадь — 0,088 км², объём — 685 400 м³, площадь водосбора — 0,81 км². Жители Дзимырского ущелья Южной Осетии называют это озеро — осет. Цæхджын цад.
Между собой образуют замкнутую систему на вершине горы: из верхнего озера в нижнее ведёт ручей. Являются озёрами, подпруженными лавовыми потоками.